# Dendrologie

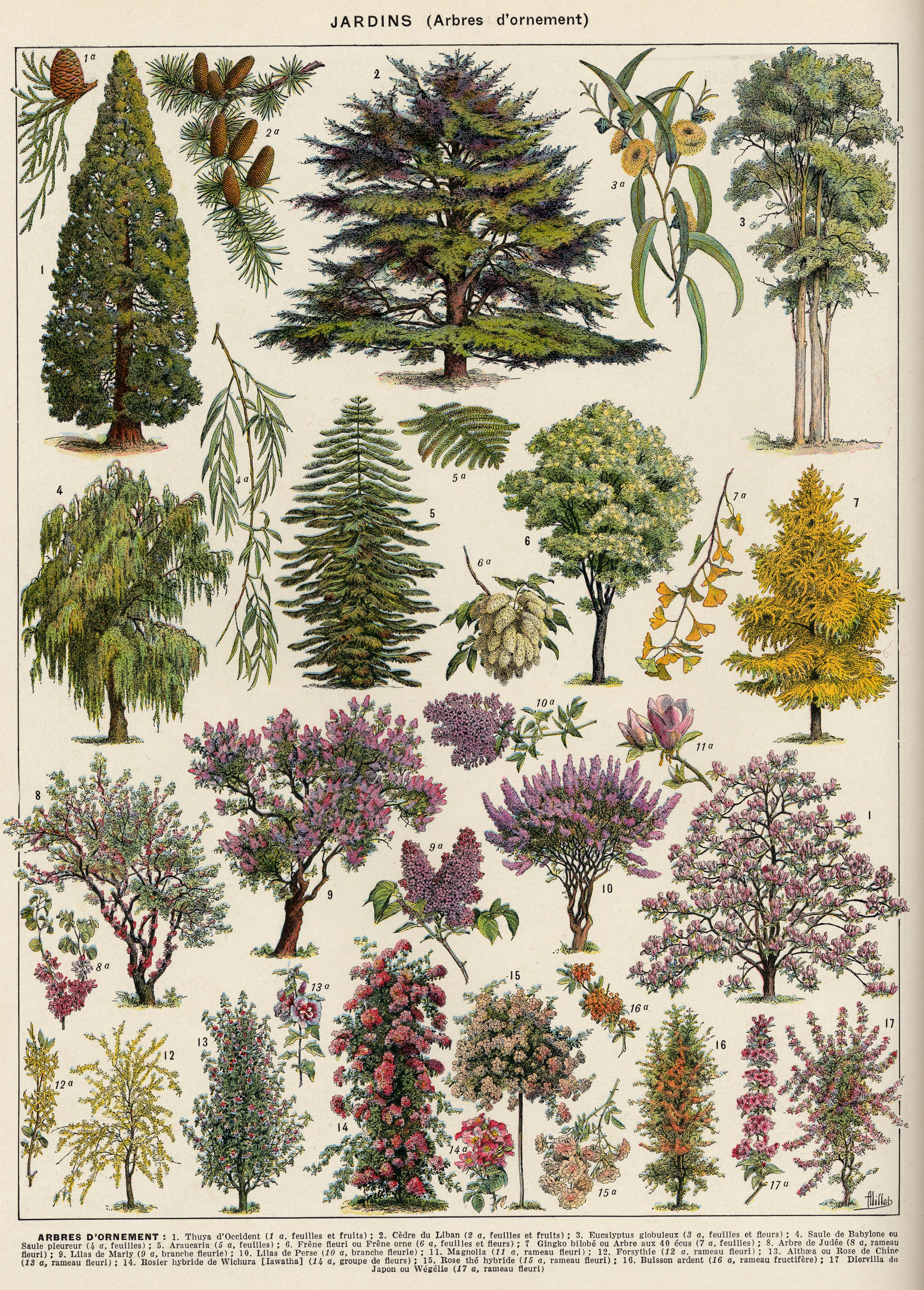

Dendrologie (z řeckého dendron – strom a logie – nauka) je nauka o dřevinách, tj. o stromech, keřích a polokeřích.
Dendrologie v užším slova smyslu je součástí systematické botaniky. Její počátky spadají do poloviny 19. století a jsou spojeny především s rozvojem tehdejšího německého lesnictví. První dendrologické učební texty byly mnohdy součástí učebnic pěstění lesů.
Postupně se vyčleňovaly jednotlivé aplikované obory, např. dendrologie:
- lesnická (poskytující podklady pro pěstování lesů); v užším smyslu též dřevařská
- sadovnická (zabývá se okrasnými dřevinami)
- ovocnářská (zabývá se ovocnými dřevinami)
- meliorační (dřeviny, které lze využít pro zlepšování životního prostředí)
- arboristika (zabývá se přímo péčí o stromy)

Součástí dendrologických studií se také stalo zkoumání možností introdukce a aklimatizace nepůvodních dřevin a pěstování dřevin v arboretech.
Dendrologie se neomezuje na pouhou charakteristiku jednotlivých druhů, ale musí se především snažit o pochopení jejich úlohy v ekosystému. Proto je součástí studia dendrologie i informace o stanovištích jednotlivých druhů (taxonů) stromů a keřů, o území jejich přirozeného rozšíření (o areálech) a o klimatu, které tam panuje, o jejich ekologických interakcích atd.
V České republice lze dendrologii studovat např. na Fakultě lesnické ČZU v Praze nebo na Lesnické a dřevařské fakultě MZLU v Brně.
Specializovaná dendrologická zahrada se nachází v Průhonicích u Prahy.